# تپه نقیمنگ استو
تپه نقیمنگ استو مربوط به عصر مس - مفرغ است و در شهرستان اسفراین، بخش بام و صفی آباد، دهستان بام، ۸واقع شده و این اثر و در تاریخ ۲۵ آبان ۱۳۸۷ با شمارهٔ ثبت ۲۳۷۶۴ به‌عنوان یکی از آثار ملی ایران به ثبت رسیده‌است.